# A spark in the aether
A spark in the aether, "The music that died alone – volume two" is een studioalbum van The Tangent. De toevoeging achter de titel is een verwijzing naar het eerste Tangentalbum The music that died alone, waarvan het idee was dat het het enige album van The Tangent zou blijven. Tillison probeerde met A spark het verschil weer te geven van The Tangent toen en nu. Het album is opgenomen in Stockholm, Lund, Brighton en Otley (West Yorkshire). De platenhoes was afkomstig van Ed Unitsky.
Het album volgde op de concerten na uitgifte van Le sacre du travail waarbij alweer een personeelswisseling was opgetreden: Lalle Larsson en Goran Edman speelden mee. Voor dit album kwam er alweer een nieuwe muzikant opdagen, Morgan Ågren; hij speelde samen met Jonas Reingold in Kaipa en vormde zo ook voor The Tangent een perfect ritmetandem.
De muziekgroep vroeg fans via crowdfunding vooraf bij te dragen in de kosten van de opname. Na het verschijnen van het album werd Tillison getroffen door een hartinfarct, de activiteiten van The Tangent kwamen weer stil te liggen. Eenmaal thuis begon hij aan een soloalbum te werken.

## Musici
- Andy Tillison – toetsinstrumenten en zang
- Jonas Reingold – basgitaar
- Luke Machin – gitaar
- Theo Travis – dwarsfluit, saxofoon
- Morgan Ågren – slagwerk

## Muziek
| Nr. | Titel | Duur  |
| --- | --- | ----- |
| 1.  | A spark in the eather | 4:20  |
| 2.  | Codpieces and capes (A. We’ve got the Music; B.Geronimo – The Sharp end of a legacy; C.Trucks & rugs & Prog & roll; D.A night at Newcastle City Hall 1971; E.We’ve got the Music (reprise)) | 12:34 |
| 3.  | Clearing the attic | 9:35  |
| 4.  | Aftereugene | 5:47  |
| 5.  | The celluloid road (A. The American watchworld, B.Cops and Bokes, C. On the road again; D. The inner heart, E. San Francisco; F. The Amercian watchworld (reprise))                         | 21:37 |
| 6.  | A spark in the aether (part 2) | 8:16  |
| 7.  | San Francisco (radio edit) | 4:59  |

Codpieces and capes gaat over de progressieve rock van de jaren 70. Fans gingen uit hun dak, de pers was veel minder positief. De subtitel Trucks & rugs & prog & roll verwijzen naar trucks vol met instrumentarium en apparatuur, rugs naar pretenties (Greg Lake stond tijdens optredens soms op een tapijtje), prog naar progressieve rock en roll naar rock and roll. A night at Newcastle City Hall 1971 verwijst naar het optreden van Emerson, Lake and Palmer, waarbij de registratie plaatsvond van Pictures at an Exhibition waarbij Tillison aanwezig zou zijn geweest.  Aftereugene is geïnspireerd op Careful with that axe, Eugene van Pink Floyd.